# Štadión FC ViOn
Štadión FC ViOn – stadion piłkarski w Zlatych Moravcach, na Słowacji. Może pomieścić 5000 widzów, z czego 3300 miejsc jest siedzących. Swoje spotkania na stadionie rozgrywa drużyna FC Zlaté Moravce. Na stadionie jedno spotkanie rozegrała także reprezentacja Słowacji, przegrywając 26 marca 2008 roku w meczu towarzyskim z Islandią 1:2. W 2016 roku obiekt był także jedną z aren piłkarskich Mistrzostw Europy kobiet U-19. Rozegrano na nim trzy spotkania fazy grupowej tego turnieju.

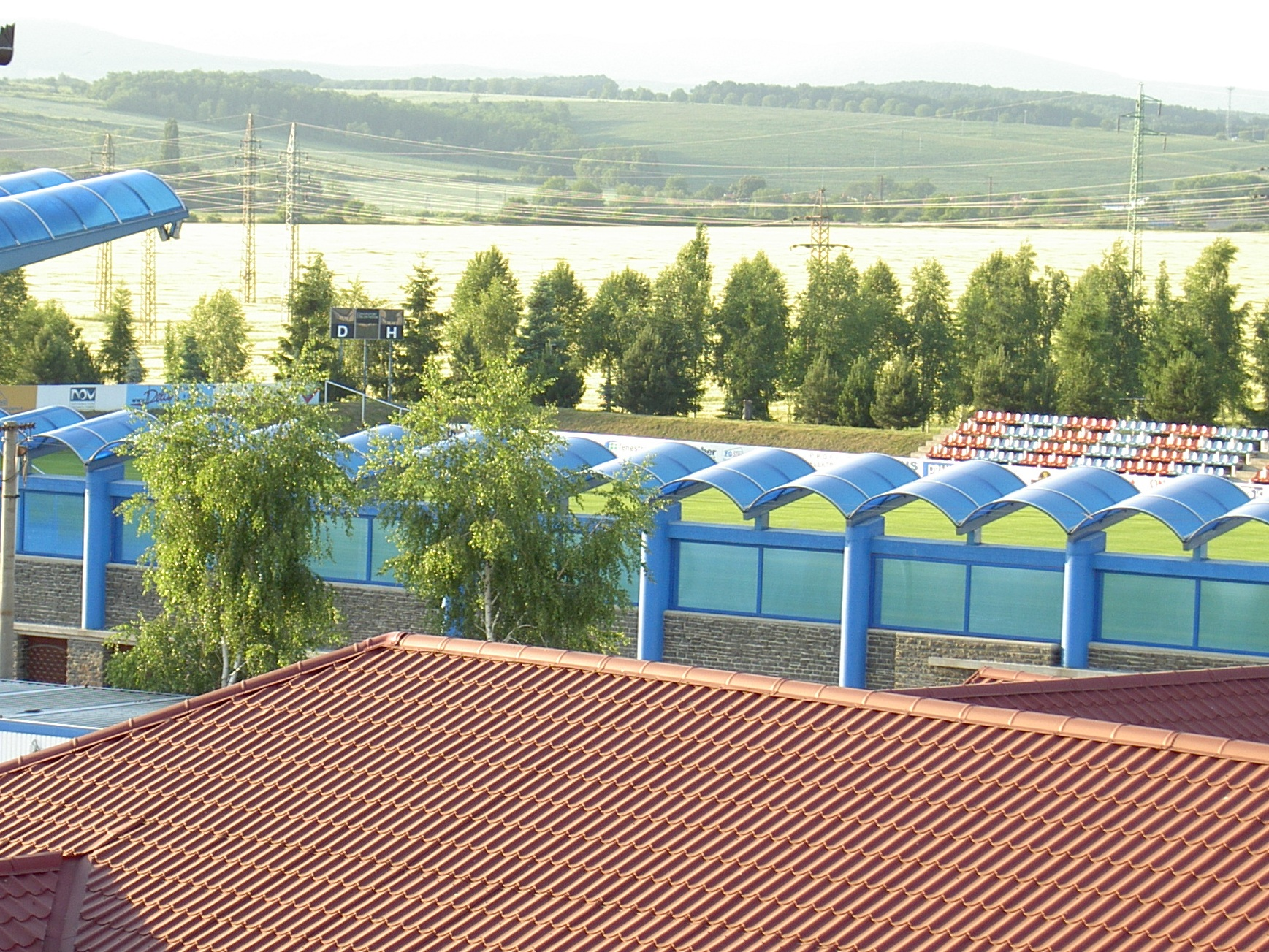
Štadión FC ViOn